# Recordings
Recordings – album zespołu Porcupine Tree z 2001 będący z wyjątkiem jednego utworu - "Access Denied" - kompilacją wcześniej wydanych albumów. Album został wydany w liczbie 20000. numerowanych egzemplarzy. 

## Lista utworów
Jeśli nie napisano inaczej, autorem kompozycji jest Steven Wilson. Album zawiera następujące utwory:
1. "Buying New Soul"  – 10:24 (wcześniej nieopublikowany)
2. "Access Denied" – 3:35 (wcześniej nieopublikowany)
3. "Cure for Optimism" – 6:11 (wcześniej pojawił się na singlu "Shesmovedon")
4. "Untitled" (Wilson, Barbieri, Edwin, Maitland) – 8:53 (wcześniej pojawił się na singlu "Shesmovedon")
5. "Disappear" – 3:37 (wcześniej pojawił się na singlu "4 Chords That Made A million")
6. "Ambulance Chasing" (Wilson, Barbieri, Edwin, Maitland) – 6:32 (wcześniej pojawił się na singlu "Piano Lessons")
7. "In Formaldehyde" – 5:19 (wcześniej pojawił się na singlu "4 Chords That Made A million")
8. "Even Less (Full Version)" – 14:08 (pełna wersja utworu zarejestrowanego podczas nagrywania krążka "Stupid Dream")
9. "Oceans Have No Memory" – 3:06 (wersja demo pojawiła się na rewersie singla "Piano Lessons")